# 魯特考斯基冰川
85°11′S 166°21′E / 85.183°S 166.350°E
魯特考斯基冰川（英語：Rutkowski Glacier），是南極洲的冰川，位於杜費克海岸，流經多明尼昂山脈北部，由美國南極名稱諮詢委員會命名，現時由南極條約體系管理。